# بني طاهر (أسلم)

تعديل مصدري - تعديل

بني طاهر هي إحدى قرى عزلة أسلم الشام بمديرية أسلم التابعة لمحافظة حجة، بلغ تعداد سكانها 182 نسمة حسب تعداد اليمن لعام 2004.